# Алалах
Алалах е аморейски град-държава във вътрешността на Древна Сирия, своеобразен наследник на първата западносемитска цивилизация на Ебла.
Бил е разположен в долината Амук, на мястото на днешния Тел-Атчан, в близост до Антакия, във вилает Хатай - югоизточна Турция.

## История
Алалах е основан през средата на бронзовата епоха (2 хил. пр.н.е.). В периода 2112 – 2003 пр.н.е. редом до храма се появява дворец – в периода на управлението на 3-та династия на Ур.
Първоначално градът се упоменава под името Алахтум в табличките от Мари от 18 век пр.н.е. През този период влиза в състава на царството Ямхад (после Халеб). В табличките се казва, че цар Суму-епех продал територията на Адахтум на зет си Зимри-Лим, цар на Мари, съхранявайки суверенитета си. След края на Мари през 1765 г. пр.н.е. Алахтум отново попада под властта на Ямхад. Цар Абан от Халеб го предава под властта на брат си Ярим-Лима за град Ириди, който Абан разрушил в отмъщение за въстанието против Ярим-Лима. Била основана династията на потомците на Ярим-Лина, васална на Халеб, която управлявала до 16 век пр.н.е., когато съгласно кратката хронология, Алалах е разрушен от хетския цар Хатусили I през втората година на неговите походи на юг.